# Pēteris Pētersons
Pēteris Pētersons (Jūrmala, 1923 – Dobele, 1998) va ser un dramaturg, director i crític teatral, teòric, traductor, periodista i activista social letó. La seva primera obra de teatre, Cilvēks oktobra vējā es va presentar el 1947, i va dirigir l'Institut del Teatre el 1953. La seva producció de Man trīsdesmit gadu el 1962 va tenir una bona rebuda. També va traduir nombroses obres de teatre i escrits teòrics, especialment del francès.
Des de 1993 fins a la seva mort va ser president de la Societat de Letònia i director del Centre Letó l'Institut Internacional del Teatre. A més, va treballar a l'Ajuntament de Riga.

## Obra selecta

### Obres de teatre dirigides i escrites
- I.Ziedoņa "Motocikls" (1967, Dailes teātris),
- F.Dostojevska "Idiots" (1969, Dailes teātris),
- A.Čaka "Spēlē, Spēlmani" (1972, Jaunatnes teātris),
- V.Majakovska "Mistērija par Cilvēku" (1973, Jaunatnes teātris),
- P.Pētersona "Bastards" (1978, Jaunatnes teātris),
- P.Pētersona "Meteors" (1987, Nacionālais teātris),
- P.Pētersona "Mirdzošais un tumši zilais" (1987, Dailes teātris),
- P.Pētersona "Fēlikss un Felicita" (1998, Nacionālais teātris).

### Obres escrites
- Balto torņu ēnā // Karogs, Nr. 8 (1959)
- Man trīsdesmit gadu // Karogs, Nr. 12 (1962)
- Darbības māksla. R.: Liesma (1978)
- Acis. Zvaigznes. Acis. Lugu un dzejas izlase. R.: Liesma (1983)
- Drāma kā kritērijs. R.: Liesma (1987)
- Meteors. Tikai muzikants. R.: Liesma (1988)
- Lugas. R.: Preses nams (1998)